# Номенклатура ІЮПАК
Номенклату́ра ІЮПА́К — це система найменувань хімічних сполук і опису науки хімії в цілому. Вона розвивається і підтримується в актуальному стані Міжнародним союзом теоретичної і прикладної хімії — ІЮПАК (IUPAC).

## Правила номенклатури органічних і неорганічних сполук
IUPAC (1988) запропонував універсальну систему для запису механізмів органічних реакцій, засновану на таких правилах.
1. Утворення та розрив зв'язків. Коли при перетворенні однієї молекулярної частинки в іншу утворюється новий зв'язок, опис механізму повинен включати символ A (association or attachment), розрив зв'язку позначається — D (dissociation or detachment). Символи A та D стосуються примітивних (найпростіших) змін (сюди не належать утворення йонних пар, водневих зв'язків), немає спеціальних позначень для утворення чи розриву кратних зв'язків(відщеплення двох атомів з утворенням подвійного зв'язку позначається двома D).
2. Дієузгоджені (синхронні) та поетапні (stepwise, але не consecutive) мультизв'язкові процеси. Коли процес розриву й утворення зв'язків відбувається дієузгоджено (синхронно) в одній елементарній реакції, то символи A та D пишуться разом (без якихось розділових знаків).
3. Напрямок переміщень електронів і механізм перетворень. Для того, щоб описати напрямок електронних переміщень при утворенні та розриві зв'язків, необхідно позначити один з атомів, що беруть участь у перетворенні, як референтний (reference), відносно якого процес є нуклеофільним, електрофільним, нуклеофужним чи електрофужним. Коли молекулярне перетворення розглядають як приєднання чи заміщення-відщеплення, треба як референтні розглядати кілька атомів. Вирізняють також корінні атоми (core atoms) — ті, біля яких відбуваються зміни. Це — два атоми у випадку реакцій приєднання чи відщеплення з утворенням кратного зв'язку, чи один атом, біля якого відбувається заміщення. Це не обов'язково атоми С, але найчастіше саме вони. Ще є периферійні (peripheral) — з'єднані з корінними, що беруть участь у перетворенні, носійний (carrier) — атом, що бере участь у перетворенні, але не є ні корінним, ні периферійним, він приносить на собі чи виносить інші атоми, чи групи до або від частинки, що містить корінні атоми (атом атакуючого реактанту). При виборі референтного атома перевагу віддають корінному перед периферійним і носійним, і периферійному перед носійним.
4. Послідовність примітивних змін в елементарній реакції.
5. Дифузійна комбінація(combination) та розділення (separation). У деяких випадках є необхідним описати утворення та розпад слабких дифузійних комплексів чи угрупувань, тоді процес утворення позначають символом C, а процес розпаду — P (їх використовують, коли одна з таких стадій лімітує реакцію).
6. Перенос електрона. Для процесу переносу електрона використовується символ T. Якщо це відбувається в дифузійних комплексах, то механізм можна описати + P, якщо процес супроводжується утворенням радикальної пари з подальшою її рекомбінацією, то маємо T + AR.

## Видання з номенклатури органічних і неорганічних сполук
Правила номенклатури органічних і неорганічних сполук містяться в офіційних виданнях ІЮПАК.
Крім офіційних видань, широкого розповсюдження набули:
- Синя книга (англ. Blue Book) — Правила номенклатури органічних сполук.
- Червона книга (англ. Red Book) — Правила номенклатури неорганічних сполук.
- Зелена книга (англ. Green Book) — рекомендації щодо використання символів, складені разом з ІЮПАК
- Золота книга (англ. Gold Book) — компендіум (довідник) з технічної термінології, що застосовується в хімії.

Існують також довідники з термінології у біохімії, аналітичної хімії та хімії макромолекул.
Зміни в цих документах публікуються в журналі «Pure and Applied Chemistry».

## Назви хімічних перетворень
Систематичний метод утворення назв хімічних перетворень розрізняє такі типи: заміщення, приєднання, елімінування, прилучення і вилучення, інсерція, екструзія.
При називанні перетворення вказують назву групи, яка вилучається з або прилучається до субстрату, або ж мігрує з одного місця в інше, з використанням позиційних локантів та відповідних слів чи складів, які інформують про примітивні зміни, що відбуваються, та про клас перетворення. Якщо є більше від одної групи з тих, що належать до одної категорії прилучення, вилучення або міграції, вони розділяються комами. Головні компоненти назви (локанти та ін.) розділяються дефісами, складні групи беруться у квадратні дужки. В перетвореннях, в яких групи або частинки й прилучаються до субстрату й вилучаються з нього, та, що прилучається, пишеться першою, після чого йде вставка «-де-» і далі та група чи частинка, яка вилучається. Групи розташовуються в порядку зростання валентності (числа формальних ковалентних зв'язків групи, що з'єднують її з молекулою), а групи з однаковою валентністю розташовуються зі зростанням пріоритету за правилами Кана — Ізольда — Прелога. Нумерація місць перетворень (тб. позицій у субстраті, в яких відбувається перетворення) починається з «1/», де пріоритетом користується вилучення перед прилученням, елемент з вищим атомним номером перед нижчим в субстраті, а сума номерів повинна бути найменшою. Пр., номером 1/ позначається при алільному заміщенні місце відхідної групи (пр., в мовленні/письмі — 3/гідрокси-дебромування, в індексуванні — 3/гідрокси-де-бромо-заміщення); як 1/ позначається атом кисню при пергідроприєднанні до кетену з утворенням етанолу; порядок нумерації при пергідроприєднанні до EtCH=CHC≡N позначається 1/1/2/2/3/3, а не 1/2/3/3/4/4/. Символи всіх атомів, окрім С (що не пишеться), біля яких відбуваються перетворення, пишуться курсивом в такому порядкові: а) якщо зміни в сполучності відбуваються лише з одної сторони субстрату, то з початку назви; б) якщо вони включають розрив або утворення зв‘язку між двома місцями субстрату, як при вклиненні або екструзії, розмиканні й замиканні циклу, то символи атомів з кожного кінця зв‘язку пишуться на початку назви; в) в інших випадках — безпосередньо після арабської цифри, відділеної символом /, що позначає місце перетворення. Назва перетворення може бути інвертованою для індексування шляхом переміщення терміна, що характеризує тип перетворення, на початок назви й розділенням комою.
Для перетворень, що полягають у заміщенні, назви будуються з назви вхідної групи, префікса де- та назви відхідної групи; якщо відхідною групою є Н, то її можна не вказувати.
R–Br → R–OCH3 (метоксидебромування)
Ar–H → Ar–NO2 (нітродегідрування, або нітрування)
Для назв багатовалентних заміщень використовуються префікси ди-, три-, полі- перед словом заміщення.
CH2Cl2 → CH2 (OEt)2 (діетоксидедихлородизаміщення)
R–CHO → R–CH=CH2 (метилендеоксодизаміщення)
R–C≡N → R–COOH (гідрокси, оксоденітрилотризаміщення)
Для перетворень-приєднань, зокрема для простих 1,2-приєднань, перераховуються адденди, які беруть участь у реакції, з наступним словом приєднання. За системою Кана — Iнґольда — Прелоґа починають їх назву з наймолодшої групи. Багатовалентне приєднання супроводять префіксами ди-, три-, полі-.
R–CH=CH2 → R–CH2–CH2Br (гідробромоприєднання)
>C=C< → >CCl–ClC< (дихлороприєднання)
R–C(O)H → R–CH(OH)–C≡N (гідро-С-ціаноприєднання)
R–C≡CH → R–C(O)–CH3 (дигідрооксодиприєднання)
Перетворення-елімінування називають, аналогічно як і приєднання, заміняючи це слово на елімінування.
R–CHBr–CBrR2 → R–CH=CR2 (дибромоелімінування)
R–CH(SO3Na)(OH) → R–CHO (O-гідро-С-сульфонатоелімінування)
R–СH2–CHBr2 → R–C=CH (дигідродибромодіелімінування)